# Jozef Zigo
Jozef Zigo (* 27. července 1948) je bývalý slovenský fotbalista, záložník a obránce. Po skončení aktivní kariéry působil jako trenér.

## Fotbalová kariéra
V československé lize hrál za ZVL Žilina. Nastoupil ve 188 utkáních a dal 17 gólů. Za reprezentaci do 23 let nastoupil ve 2 utkáních. Ze Žiliny odešel v létě 1974 do Spartaku Dubnica.

## Ligová bilance
| Ročník                                   | Zápasy | Góly | Klub       |
| ---------------------------------------- | ------ | ---- | ---------- |
| 1. československá fotbalová liga 1966/67 | 19     | 1    | ZVL Žilina |
| 1. československá fotbalová liga 1967/68 | 26     | 5    | ZVL Žilina |
| 1. československá fotbalová liga 1968/69 | 26     | 3    | ZVL Žilina |
| 1. československá fotbalová liga 1969/70 | 30     | 5    | ZVL Žilina |
| 1. československá fotbalová liga 1970/71 | 29     | 2    | ZVL Žilina |
| 1. československá fotbalová liga 1971/72 | 29     | 1    | ZVL Žilina |
| 1. československá fotbalová liga 1972/73 | 18     | 0    | ZVL Žilina |
| 1. československá fotbalová liga 1973/74 | 11     | 0    | ZVL Žilina |
| CELKEM                                   | 188    | 17   |            |

## Trenérská kariéra
V letech 1991–1993 a v roce 1995 byl trenérem MŠK Žilina.